# Aftermath (2021)
Aftermath is een Amerikaanse horrorfilm uit 2021, geregisseerd door Peter Winther. De hoofdrollen worden vertolkt door Ashley Greene en Shawn Ashmore. De film werd op 4 augustus 2021 uitgebracht op Netflix.

## Verhaal
Het stel Kevin en Natalie maken om hun huwelijk te redden een nieuwe start, door het kopen van een financieel gunstig prachtig huis. Echter blijkt al snel dat er in en rondom het huis vreemde dingen gebeuren.

## Rolverdeling
| Acteur           | Personage           |
| ---------------- | ------------------- |
| Ashley Greene    | Natalie Dadich      |
| Shawn Ashmore    | Kevin Dadich        |
| Sharif Atkins    | Officier Richardson |
| Britt Baron      | Dani                |
| Diana Hopper     | Avery               |
| Jamie Kaler      | Dave                |
| Travis Coles     | Garrett             |
| Susan Walters    | Farrah              |
| Ross McCall      | Nick Scott          |
| Paula Garcés     | Claudia             |
| Jason Liles      | Otto                |
| Alexander Bedria | Robert              |
| Soraya Kelley    | Sarena              |

## Film gebaseerd op een waargebeurd verhaal
Het schrijven van het scenario werd geïnspireerd op het waargebeurd verhaal van het stel Jerry Rice en Janice Ruhter die in 2011 een huis hadden gekocht in San Diego, waarbij direct na de aankoop van het huis al onverklaarbare vreemde dingen gebeurden en uiteindelijk bleek dat de 53-jarige Kathy Rowe, die had verloren bij het kopen van een woning in hetzelfde blok, achter de kwelling zat.